# Jon-Erik Hexum
Jon-Erik Hexum (Englewood, Nueva Jersey, 5 de noviembre de 1957-Los Ángeles, California, 18 de octubre de 1984) fue un actor y modelo estadounidense. Hexum fue el protagonista de la serie de ciencia ficción Voyagers!, estrenada en la cadena NBC durante la temporada televisiva 1982-83. También apareció en las películas producidas para televisión The Bear y Making of a Male Model, y en un episodio de Hotel, antes de ser seleccionado para la serie de acción Cover Up.

## Biografía y carrera
Hexum nació en Englewood, Nueva Jersey, hijo de Thorleif Andreas Hexum, inmigrante noruego, y Gretha (de soltera, Paulsen) Hexum, nacida en Minnesota y de ascendencia noruega. Jon y su hermano mayor, Gunnar, fueron criados en Tenafly por su madre, luego de que sus padres se divorciaran cuando Jon tenía dos años de edad. Despies de graduarse de la escuela secundaria, Hexum se inscribió en la Case Western Reserve University en Cleveland con el objetivo de estudiar ingeniería biomédica. Sin embargo, pronto se cambió a la Michigan State University en East Lansing. Durante aquella época, Hexum trabajó como disc-jockey de radio, fue jugador de fútbol americano y se desempeñó como actor de reparto.
A solo días de graduarse, se mudó a la ciudad de Nueva York en 1980 con la intención de iniciar una carrera actoral. Mientras trabajaba como limpiador de ventanas y escaparates, conoció a Bob LeMond, de LeMond/Zetter Management, el representante de John Travolta, quien vio un gran potencial en Hexum. En 1981 LeMond le pidió que se mudara a Los Ángeles y se presentara en una audición para la película Summers Lovers, dirigida por Randall Kleiser. Si bien no fue seleccionado para el papel, que le fue otorgado a Peter Gallagher, Hexum fue seleccionado para el rol protagónico de la serie de la NBC Voyagers!
En Voyagers! (Viajeros/Dos viajeros del tiempo), Hexum y el joven Jeffrey Jones, interpretado por el niño Meeno Peluce, reconducen o corrigen el curso de la Historia cuando surgen problemas. Las historias de los diversos episodios involucraban a figuras como Espartaco, 
Harriet Tubman, Charles Lindbergh, Abraham Lincoln, Charles Dickens, Joe Louis, entre otros, mientras que el dúo protagonista intentaba devolver la historia a su curso normal. El programa era una especie de show educativo y fue patrocinado por la revista Scholastic. La serie solo duró una temporada, principalmente porque compartía el mismo espacio horario que el popular show televisivo 60 Minutes.
Durante aquella época en Los Ángeles, Hexum trabajó como portero de un club nocturno, taxista y limpiador de alfombras para subsistir. Luego de una gira de promoción que fue financiada por él mismo, Hexum fue seleccionado para el elenco de la película Making a Male Model, junto con Joan Collins, en 1983. Hexum interpretaba a un trabajador de un rancho que es invitado por una ejecutiva de una agencia de modelos (Collins) a mudarse a Nueva York para que inicie una carrera en el modelaje. La película fue el despegue en la carrera actoral de Hexum, pero también lo encasilló en ser visto solo como una cara bonita y símbolo sexual, para su pesar. En esa época, el actor encarnó a un aristócrata, el príncipe Erik, en un episodio de la serie de televisión Hotel. 
Luego de haber considerado varios proyectos en la televisión, Hexum aceptó el protagónico de la serie de televisión Cover Up, junto con Jennifer O'Neill, en donde interpretaba a un exmodelo convertido en un agente encubierto de la CIA, experto en armas. En la misma época, Hexum estuvo promoviendo la película The Bear, una cinta que trataba de un entrenador de fútbol americano llamado Paul Bear Bryant, en la que tuvo una corta, pero bien considerada actuación.

## Vida personal
Hexum tuvo relaciones con las actrices Heather Thomas y Emma Samms; al momento de su muerte, Hexum estaba saliendo con la actriz y cantante E. G. Daily.

## Muerte
El 12 de octubre de 1984, mientras se filmaba escenas para Cover Up, Hexum se infligió accidentalmente una herida mortal cuando en el descanso se disparó en broma sobre la sien un revólver cargado con munición de fogueo .44 Magnum. Aunque las municiones solo hacían un efecto de disparo, Hexum fue imprudente al poner el arma muy cerca de la cabeza: la onda expansiva de la munición le fracturó el cráneo y algunos fragmentos óseos le dañaron el cerebro. Hexum murió el 18 de octubre en el hospital Medical Center de Beverly Hills, tras varios días en coma. Su familia accedió a ceder el cuerpo para trasplante de órganos.

## Filmografía
- Cover Up .... Mac Harper (7 episodios, 1984)
- The Bear (1984) .... Pat Trammell
- Hotel .... Príncipe Erik (1 episodio, 1984)
- Making of a Male Model (1983) (TV) .... Tyler Burnett
- Voyagers! .... Phineas Bogg (20 episodios, 1982-1983)
- Voyager from the Unknown (1982) .... Phineas Bogg